# Liste der Biografien/Faz
Liste der Biografien |
Portal Biografien |
Personensuche
# |
A |
B |
C |
D |
E |
F |
G |
H |
I |
J |
K |
L |
M |
N |
O |
P |
Q |
R |
S |
T |
U |
V |
W |
X |
Y |
Z |
?
 
Fa |
Fe |
Ff |
Fh |
Fi |
Fj |
Fk |
Fl |
Fm |
Fn |
Fo |
Fr |
Ft |
Fu |
Fy
 
Faa |
Fab |
Fac |
Fad |
Fae |
Faf |
Fag |
Fah |
Fai |
Faj |
Fak |
Fal |
Fam |
Fan |
Fao |
Fap |
Faq |
Far |
Fas |
Fat |
Fau |
Fav |
Faw |
Fax |
Fay |
Faz
Die Liste der Biografien führt alle Personen auf, die in der deutschsprachigen Wikipedia einen Artikel haben. Dieses ist eine Teilliste mit 85 Einträgen von Personen, deren Namen mit den Buchstaben „Faz“ beginnt.

## Faz

### Faza
- Fazackerley, Derek (* 1951), englischer Fußballspieler und -trainer
- Fazail, Afiq (* 1994), malaysischer Fußballspieler
- Fazakas, Csaba (* 1959), ungarisch-stämmiger, österreichischer Künstler
- Fazakas, Faz (1918–2013), US-amerikanischer Puppenspieler, Animatronic-Entwickler und Technikerfinder
- Fazal Ilahi Chaudhry (1904–1982), pakistanischer Politiker, Präsident Pakistans (1973–1978)
- Fazal, Ali (* 1986), indischer FilmschauspielerAli Fazal (* 1986)

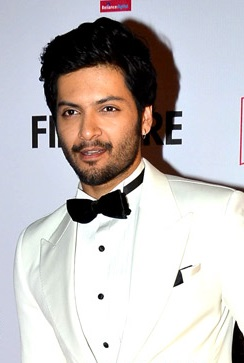
Ali Fazal (* 1986)

- Fazal, Hussain (* 1906), afghanischer Hockeyspieler
- Fazan, Adrienne (1906–1986), US-amerikanische Filmeditorin
- Fazang (643–712), buddhistischer Patriarch und Gelehrter
- Fazārī, Abū Ishāq al-, islamischer Historiker, Traditionarier und Rechtswissenschaftler irakischer Herkunft
- Fazari, Muhammad al-, muslimischer Philosoph, Mathematiker, Astronom und Astrologe
- Fazari, Omar al- (* 1993), omanischer Fußballspieler
- Fazazi, Mohammed (* 1949), muslimischer Prediger marokkanischer Herkunft

### Faze
- Fazekas, Árpád (1930–2018), ungarischer Fußballtorhüter
- Fazekas, Ferenc (* 1958), serbischer Geistlicher, römisch-katholischer Bischof von Subotica
- Fazekas, Franz (* 1956), österreichischer Neurologe und Hochschullehrer
- Fazekas, Gergő (* 2003), ungarischer Handballspieler
- Fazekas, Hannes (* 1963), österreichischer Exekutivbediensteter und Politiker (SPÖ), Abgeordneter zum Nationalrat
- Fazekás, János (1926–2004), rumänischer Politiker (PCR)
- Fazekas, László (* 1947), ungarischer Fußballspieler und -trainer
- Fazekás, Ludovic (* 1925), rumänischer Politiker (PCR)
- Fazekas, Mária (* 1975), ungarische Tischtennisspielerin
- Fazekas, Maté (* 2000), ungarischer Basketballspieler
- Fazekas, Mihály (1766–1828), ungarischer Dichter
- Fazekas, Miklós Bogáti (1548–1603), siebenbürgischer Lehrer, Schriftsteller und Pfarrer
- Fazekas, Nándor (* 1976), ungarischer Handballspieler
- Fazekas, Patrik (* 1990), österreichischer Politiker (ÖVP), Landtagsabgeordneter
- Fazekas, Róbert (* 1975), ungarischer Diskuswerfer
- Fazekas, Sándor (* 1963), ungarischer Politiker (Fidesz), Mitglied des Parlaments
- Fazekas, Tibor (1892–1982), ungarischer Wasserballspieler
- Fazekas-Zur, Krisztina (* 1980), ungarisch-amerikanische Kanusportlerin
- Fazeli, Ali, US-amerikanischer Pokerspieler
- Fazeli, Reza (1935–2009), iranischer Schauspieler, Dokumentarfilmer und Oppositioneller
- Fazenda, Louise (1895–1962), US-amerikanische Komikerin und Schauspielerin
- Fazeny, Gabriel (1862–1938), österreichischer Ordenspriester, Politiker und Abt
- Fazer, Karl (1866–1932), finnischer Bäcker, Konditor, Chocolatier und UnternehmerKarl Fazer (1866–1932)

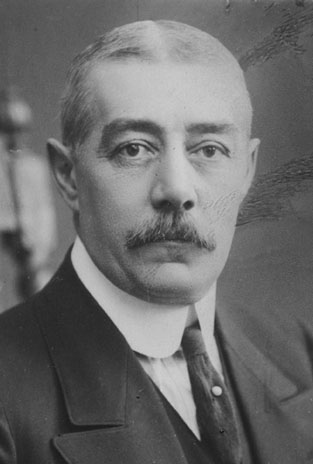
Karl Fazer (1866–1932)

- Fazer, Laurina (* 2003), französische Fußballspielerin
- Fazer, Léa (* 1965), Schweizer Filmregisseurin, Drehbuchautorin und Schauspielerin

### Fazi
- Fazi, Juri (* 1961), italienischer Judoka
- Fazilat, Sara (* 1987), deutsche Schauspielerin
- Fazio degli Uberti, Dichter der italienischen Renaissance
- Fazio Fernández, Mariano (* 1960), argentinischer Geistlicher, römisch-katholischer Theologe und Generalvikar des Opus Dei
- Fazio, Antonio (* 1936), italienischer Banker und ehemaliger Präsident der italienischen Notenbank
- Fazio, Enrico (* 1956), italienischer Jazz-Bassist, -Komponist und Bandleader
- Fazio, Fabio (* 1964), italienischer Fernsehmoderator
- Fazio, Federico (* 1987), argentinischer Fußballspieler
- Fazio, Giovanni (* 1933), US-amerikanischer Astrophysiker
- Fazio, Joseph (1942–2011), australischer Ruderer
- Fazio, Luis (* 1911), argentinischer Fußballspieler
- Fazio, Russell (* 1952), US-amerikanischer Sozialpsychologe und Hochschullehrer
- Fazio, Victor H. (1942–2022), US-amerikanischer Politiker
- Fazioli, Andrea (* 1978), italienischsprachiger Schweizer Schriftsteller
- Fazioli, Paolo (* 1944), italienischer Pianist, Ingenieur

### Fazl
- Fazl-i-Haqq (1887–1939), Linguist, Historiker und Schriftsteller
- Fazlagić, Muhamed (* 1967), bosnischer Popsänger
- Fazlalizadeh, Tatyana (* 1985), US-amerikanische Künstlerin
- Fazlallāh Astarābādī († 1394), Begründer des Hurufismus
- Fazli, Abdolreza Rahmani (* 1960), iranischer Politiker und Regierungsbeamter
- Fazli, Fairuz (* 2005), singapurischer Fußballspieler
- Fazli, Samir (* 1991), mazedonischer Fußballspieler
- Fazlic, Dino (* 1991), bosnisch-herzegowinischer Fußballspieler
- Fazlić, Jasna (* 1970), jugoslawische und kroatische Tischtennisspielerin
- Fazlić, Mirsad (* 1992), slowenischer Fußball- und Futsalspieler
- Fazlić, Šuhret (* 1961), bosnischer Politiker, Bürgermeister von Bihać
- Fazlija (* 1972), bosnischer Sänger
- Fazliji, Betim (* 1999), schweizerisch-kosovarischer Fussballspieler
- Fazliu, Laura (* 2000), kosovarische Judoka
- Fazliu, Valon (* 1996), schweizerisch-kosovarischer Fussballspieler
- Fazlollah Nuri (1843–1909), iranischer islamischer Geistlicher
- Fazlul Karim Selim (* 1949), bangladeschischer Politiker

### Fazo
- Fazokas, Annika (* 1997), österreichische Eishockeyspielerin
- Fazola, Irving (1912–1949), US-amerikanischer Jazzschlagzeuger

### Fazr
- Fazri, Wan Muhammad (* 2001), malaysischer Mittelstreckenläufer

### Fazu
- Fazul, Mohamed Said (* 1960), Gouverneur der komorischen Insel Mohéli (2002–2007)
- Fazun (1902–1980), chinesischer Übersetzer tibetisch-buddhistischer Literatur
- Fazuni, Antonio, italienischer Architekt und Festungsbaumeister der Renaissance

### Fazy
- Fazy, Henri (1842–1920), Schweizer Historiker, Archivar und Politiker
- Fazy, James (1794–1878), Schweizer Politiker und Publizist

### Fazz
- Fazza, Olívio Aurélio (1925–2008), brasilianischer Ordensgeistlicher und Bischof des Bistums Foz do Iguaçu
- Fazzini, Elisabetta (* 1944), italienische Germanistin
- Fazzini, Luca (* 1995), Schweizer Eishockeyspieler
- Fazzini, Pericle (1913–1987), italienischer Bildhauer
- Fazzino, Charles (* 1955), US-amerikanischer MalerCharles Fazzino (* 1955)

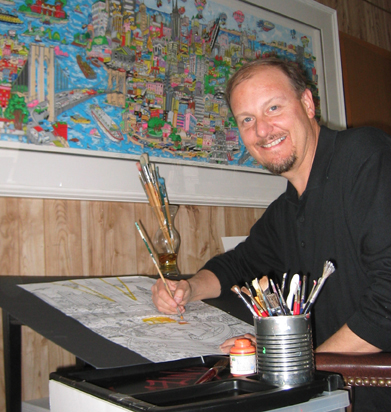
Charles Fazzino (* 1955)

- Fazzioli, Edoardo (* 1934), italienischer Journalist
- Fazzo, Silvia, italienische Philosophiehistorikerin und Klassische Philologin